# اچ‌ام‌اس بلکمور (ال۴۳)
اچ‌ام‌اس بلکمور (ال۴۳) (به انگلیسی: HMS Blackmore (L43)) یک کشتی است که طول آن 85.34 m می‌باشد. این کشتی در سال ۱۹۴۱ ساخته شد.